# Махонин, Игорь Георгиевич
Игорь Георгиевич Махонин (14 июля 1932, Харьков — 2002) — советский и российский военачальник, адмирал (24.10.1991). Командир Крымской военно-морской базы (1979—1983).

## Биография
Родился 14 июля 1932 года в Харькове. Отец — полковник морской авиатор, служил начальником штаба Крымского гарнизона в Гвардейском. Когда Игорю было три года, его семья переехала на Дальний Восток. В тринадцатилетнем возрасте поступил во Владивостокское военно-морское подготовительное училище. С 1946 года по 1949 год учился в Ленинградском подготовительном военно-морском училище. Затем, с 1949 года по 1953 год, учился в Первом Балтийском высшем военно-морском училище. По окончании учёбы стал командиром речного бронекатера Дунайской военной флотилии.
Проходил службу на Тихоокеанском флоте, где с 1956 года по 1964 год служил на вспомогательных судах. В 1964 году перешёл на службу на Балтийский флот, где являлся помощником командира, командиром базового тральщика и большого десантного корабля. В 1967 году направлен на Черноморский флот, где стал командиром БДК «Воронежский комсомолец», ныне БДК «Саратов». В 1971 году получил должность начальника штаба бригады десантных кораблей. В 1972 году заочно окончил Военно-морскую академию. В 1973 году был назначен командиром бригады десантных кораблей Черноморского флота.
В 1976 году стал начальником штаба новообразованной Крымской военно-морской базы, которая базировалась в посёлке Новоозёрное, где служил под руководством контр-адмирала Юрия Крылова. Спустя три года Крылов, возглавил Таллинскую ВМБ, а Махонин сменил его у руля Крымской ВМБ и руководил ей до 1983 года.
В 1983 году стал начальником тыла Тихоокеанского флота. В 1985 году получил должность заместителя начальника Тыла Военно-Морского флота. С 1990 года — начальник Тыла — заместитель Главнокомандующего ВМФ. В 1988 году Махонин становится вице-адмиралом, а в 1991 году — адмиралом. Участвовал в работе совместных американо-российских комиссий по утилизации атомных подводных лодок. В США встречался с экс-президентом Рональдом Рейганом и сенатором Альбертом Гором. В ноябре 1992 года ушёл в запас. Являлся генеральным директором компании «Компас Ойл», которая занималась продажей топлива. Умер в 2002 году и похоронен на Троекуровском кладбище в Москве.

## Награды и звания
- Орден Красного Знамени[4]
- Орден Трудового Красного Знамени[4]
- Орден Красной Звезды[4]
- ряд медалей СССР
- Почётный гражданин посёлка Новоозёрное (2000)[2]

## Личная жизнь
Супруга — Ирина Петровна. Двое детей. Один из сыновей служил на флоте в звании капитана 1-го ранга.